# 이미형
이미형(1983년 12월 27일 ~)은 한국의 여자 성우다. 2009년 KBS 34기로 입사했으며 한국방송 성우극회 소속

## 출연작품

### TV 애니메이션
- DARKER THAN BLACK -유성의 제미니- (애니맥스) - 하즈키 미나

### 외화
- 닥터 후 시즌 6  (KBS) - 루시 (사라 퀸트렐)
- 닥터 후 시즌 7  (KBS) - 힐라

### 방송
- 동물의 왕국 (KBS) - 맨디 리처드슨
- KBS 스페셜 대한민국 100년을 살아보니 (KBS1) - 내레이션
- MBC 다큐프라임 346회 : 달콤한 선물, 꿀벌에 반하다 (MBC) - 내레이션
- 다큐공감 300회 : 백두산 첫 동네, 내두산 마을의 봄 (KBS1) - 내레이션
- 다큐 플러스 70회 : 내 몸의 시한폭탄, 혈전 (JTBC) - 내레이션

### 라디오 드라마
라디오 여행기 (KBS 3라디오)
- 2011.07.17 ~ 2011.08.16 정희재 <나는 그곳에서 사랑을 배웠다> (낭독)

소설극장 (KBS 3라디오)
- 2009.01.23 ~ 2009.10.01 이병주 <지리산> (고완석 이모 / 김찬봉 아내 / 가게 주인 / 계남 / 김희숙 / 할머니)
- 2009.10.02 ~ 2009.11.29 신경숙 <리진> (나인 / 여축 / 플라사르 부인)
- 2010.01.06 ~ 2010.02.07 임철우 <그 섬에 가고 싶다> (할머니 / 약산 할멈 시이머니 / 업순네 / 구장집 아낙 외)
- 2010.02.08 ~ 2010.03.13 김원일 <마당 깊은 집> (동희 누나 / 김천댁 / 안씨)
- 2010.03.18 ~ 2010.03.26 윤대녕 <제비를 기르다> (어머니)
- 2010.04.02 ~ 2010.04.05 윤대녕 <편백나무숲 쪽으로> (아내)
- 2010.04.11 ~ 2010.04.17 윤대녕 <못구멍> (그녀)
- 2010.05.05 ~ 2010.05.08 박완서 <마흔아홉 살> (동숙)
- 2010.05.08 ~ 2010.05.12 박완서 <후남아, 밥 먹어라> (언니)
- 2010.05.29 ~ 2010.05.30 박완서 <그래도 해피 엔드> (여자)
- 2010.05.31 ~ 2010.07.23 현기영 <지상에 숟가락 하나> (어머니 / 한라꽁)
- 2010.07.24 ~ 2010.08.27 박민규 <삼미 슈퍼스타즈의 마지막 팬클럽> (신문기사 낭독)
- 2010.09.04 ~ 2010.09.08 F. 스콧 피츠제럴드 <낙타 엉덩이> (테이트 부인)
- 2010.10.01 ~ 2010.10.05 F. 스콧 피츠제럴드 <행복의 잔해> (록산 밀뱅크)
- 2010.10.07 ~ 2010.11.13 박현욱 <아내가 결혼했다> (인아 모 / 덕훈 모)
- 2010.11.14 ~ 2010.12.05 이경자 <순이> (할머니)

라디오 극장 (KBS 한민족 방송)
- 2009.01.01 ~ 2009.01.31 리지명 <삶은 어디에> (여3)
- 2009.02.01 ~ 2009.02.28 김주영 <아라리 난장> (국밥집 주인 / 노점 할머니 / 강 여사)
- 2009.04.01 ~ 2009.04.30 이문열 <황제를 위하여> (주모 / 주민6)
- 2009.05.01 ~ 2009.05.31 신경숙 <엄마를 부탁해> (장모 / 여자 / 여주인 / 태섭)
- 2009.06.01 ~ 2009.06.30 송은일 <사랑을 묻다> (여자2 / 박씨 / 노파 / 의사)
- 2009.07.01 ~ 2009.07.31 심 훈 <상록수> (주인 / 채영신 모 / 아이1)
- 2009.08.01 ~ 2009.08.31 이상민 <빨간 자전거> (인호 어머니)
- 2009.09.01 ~ 2009.09.30 강인수 <어부의 노래> (해윤 모)
- 2009.10.01 ~ 2009.10.31 현진건 <무영탑> (아가씨2 / 여자2 / 콩콩)
- 2009.11.01 ~ 2009.11.30 윤지강 <난설헌, 나는 시인이다> (고모 / 여종2 / 향금)
- 2009.12.01 ~ 2009.12.31 김정현 <고향 사진관> (장모)
- 2010.02.01 ~ 2010.02.28 박범신 <풀입에서 눕다> (도엽 모 / 소년)
- 2010.03.01 ~ 2010.03.31 이덕일 <이회영과 젊은 그들> (이은숙 모 / 김달하 처)
- 2010.07.01 ~ 2010.07.31 권비영 <덕혜옹주> (해설)
- 2010.08.01 ~ 2010.08.31 김성종 <최후의 증인> (차석 부인)
- 2010.10.01 ~ 2010.10.31 진    산 <대사형> (무정신니 / 무산신녀)
- 2010.11.01 ~ 2010.11.30 양귀자 <원미동 사람들> (고흥댁)
- 2010.12.01 ~ 2010.12.31 권지예 <4월의 물고기> (할머니 / 동현의 아내 / 모니카 수녀)
- 2011.01.01 ~ 2011.01.31 권현숙 <에어홀릭> (오정화)
- 2011.02.01 ~ 2011.02.28 최재도 <별 밝은 언덕> (해설)
- 2011.08.01 ~ 2011.08.31 김탁환 <열하광인> (해설)
- 2011.10.01 ~ 2011.10.31 한소진 <정의 공주> (해설)
- 2012.03.01 ~ 2012.03.31 조정래 <황토> (해설)
- 2012.07.01 ~ 2012.07.31 김별아 <논개> (해설)
- 2012.11.01 ~ 2012.11.30 김별아 <채홍> (소쌍)
- 2013.01.01 ~ 2013.01.31 김탁환 <허균, 최후의 19일> (해설)
- 2013.07.01 ~ 2013.07.31 박선희 <도미노 구라파식 이층집> (해설)
- 2014.11.01 ~ 2014.11.30 전  명 <파라한> (해설)
- 2016.07.01 ~ 2016.07.31 장용민 <궁극의 아이> (로니)

라디오 독서실 (KBS 2라디오)
- 2009.02.01 진보경 <호모 리터니즈> (아줌마)
- 2009.02.15 임철우 <사평역> (서울댁)
- 2009.03.22 김경욱 <위험한 독서> (성우1)
- 2009.03.29 김소진 <자전거 도둑> (봉근 모)
- 2009.04.12 조경란 <풍선을 샀어> (수강생1)
- 2009.04.19 김중혁 <악기들의 도서관> (손님5)
- 2009.05.03 함세덕 <동승> (친정 모)
- 2009.05.31 서하진 <착한 가족> (엄마)
- 2009.07.05 김정한 <사하촌> (할멈)
- 2009.07.26 김미월 <서울 동굴 가이드> (홍)
- 2009.08.30 이기호 <햄릿 포에버> (배우2)
- 2009.09.20 정한아 <마테의 맛> (총무 언니)
- 2009.10.18 한수산 <미지의 새> (여자)
- 2009.12.27 김훈 <화장> (아내)
- 2010.02.07 정유경 <아직 한 글자도 쓰지 않았다> (K)
- 2010.05.09 오정희 <첫눈 오던 날> (사서 주임)
- 2010.05.30 김명화 <돐날> (경주)
- 2010.06.20 권정생 <몽실 언니> (할머니2)
- 2010.07.04 윤고은 <1인용 식탁> (상담실장)
- 2010.08.08 전건우 <진실게임> (아줌마)
- 2010.08.15 이범선 <학마을 사람들> (아낙1)
- 2010.08.22 채만식 <논 이야기> (어머니)
- 2010.08.29 이기호 <밀수록 다시 가까워지는> (고모)
- 2010.09.12 이명랑 <부디 아프지마> (주인 여)
- 2010.10.03 서유미 <저건 사람도 아니다> (홍)
- 2010.10.17 이승우 <칼> (어머니)
- 2010.11.07 김인숙 <조동옥 파비안느> (어머니)
- 2010.11.14 하성란 <1984년> (어머니)
- 2010.11.21 권여선 <빈 찻잔 놓기> (연선배)
- 2010.12.12 심윤경 <가을볕> (어머니)
- 2011.01.23 오세혁 <아빠들의 소꿉놀이> (대머리의 아내)
- 2011.04.03 김연수 <세계의 끝 여자친구> (김희선)
- 2011.05.08 이명랑 <제삿날> (할머니)
- 2011.06.19 김애란 <물속 골리앗> (어머니)
- 2011.11.06 이무영 <제1과 제1장> (해설)
- 2011.12.25 오세혁 <크리스마스에 30만원을 만날 확률> (어머니)
- 2012.02.19 김숨 <국수> (어머니)
- 2012.05.27 김소진 <눈사람 속의 검은 항아리> (어머니)
- 2012.10.21 박민규 <로드킬> (해설)
- 2012.12.09 편혜영 <블랙아웃> (해설)
- 2013.06.16 박완서 <아저씨의 훈장> (아낙)
- 2013.11.24 윤성희 <이틀> (할머니)
- 2014.07.27 김재은 <숫자 꿈> (해설)

KBS 무대 (KBS 한민족 방송)
- 2009.03.07 교수님, 행복하십니까? (조교)
- 2009.03.14 한계령 (식당 주인)
- 2009.04.18 장모님의 아파트 (아줌네)
- 2009.04.25 세월을 닮은 사랑 (애숙)
- 2009.05.09 길을 잃다 (여자)
- 2009.05.23 백만번째 사랑 (사람2)
- 2009.06.20 행복을 찾아서 (여자)
- 2009.07.04 천생연분 (손님1)
- 2009.07.11 고등어 굽는 여자 (도우미)
- 2009.07.18 my스텝파더 (아줌마)
- 2009.08.15 폭우 (모텔주인)
- 2009.08.22 비밀 (할머니)
- 2009.08.29 장군 멍군 (아줌마)
- 2009.10.10 충견(忠犬), 짖다 (상근 모)
- 2009.11.07 아버지의 전대
- 2009.11.14 그 남자의 가을
- 2009.12.05 맏이 (할머니)
- 2010.05.01 쌍둥이 남매 (경수)
- 2010.07.17 익숙한 곳에서 길 찾기 (아줌마1)
- 2010.09.04 시인학교 (만수 처)
- 2010.09.25 아버지의 선물
- 2010.10.30 2인3각 (맏동서)
- 2010.12.04 아빠를 찾아 드립니다 (김윤희)
- 2010.12.11 그의 방이니까요 (주인 여자)
- 2010.12.25 천천히, 가끔은 넘어져 가면서 (원기 모)
- 2011.01.15 어쩌란 말이냐
- 2011.03.05 고향의 봄 (미혜)
- 2011.03.26 꽃 피는 바다 (학부모)
- 2011.04.30 홍부녀 전 (소라 모)
- 2011.08.06 챔피언 (혜진)
- 2012.09.01 달이 울다 (해설)
- 2012.10.13 연산의 꿈 (성부인, 대비)
- 2013.02.23 지울 수 없는 사랑 (김유정)
- 2013.06.15 층간소통 (편집장)
- 2013.10.05 그녀의 하이힐에 관한 9cm의 짧은 고찰 (배진영)
- 2013.12.28 7층 집 슬리퍼 (여형사)
- 2014.03.29 각광을 받다 (송영란)
- 2014.07.26 처음처럼 그들 (황선아)
- 2015.01.31 쥐가 나타났다 (미스나)
- 2016.04.30 아르바론 몬살리나 (강혜영)

대한민국 경제실록 (KBS 1라디오)
- 2010.04.19 ~ 2010.07.20 제01화 IMF가 있었다 (낭독)
- 2010.07.21 ~ 2010.09.21 제02화 세계경영, 그 꿈과 좌절의 기록들 (낭독)
- 2010.09.22 ~ 2010.12.01 제03화 개발연대의 개막 (낭독)
- 2010.12.02 ~ 2011.01.26 제04화 경제개발, 그 종잣돈을 찾아라 (낭독)
- 2011.03.10 ~ 2011.04.20 제06화 철의 신화 (수녀)

오늘의 신문 2부 (KBS 3라디오)
- 2009.10.26 ~ 2010.04.17 (기사 낭독)

다큐멘터리 역사를 찾아서 (KBS 1라디오)
- (연기)

특집기획 라디오 다큐멘터리, 라디오 드라마 (KBS)
- 2010.02.14 설날 기획 가족동화 옛날 옛적 장애인 <정경부인이 된 맹인 이씨 부인> (이씨 부인)
- 2010.06.24 한국전쟁 60주년 특별기획 라디오 다큐멘터리 극장 <이별의 부산정거장> (피난민)
- 2010.06.25 한국전쟁 60주년 특별기획 <굳세어라 금순아> (어머니)
- 2011.01.03 KBS 1라디오 2011년 새해 기획 옴니버스 다큐 <희망> (낭독)

경제를 배웁시다 (KBS 한민족 방송)
- 2010.09.21 추석특집 동화로 배우는 경제 1부 <꾀 많은 돌이> (여자)
- 2010.09.22 추석특집 동화로 배우는 경제 2부 <지혜로운 며느리> (첫째 며느리)
- 2010.09.23 추석특집 동화로 배우는 경제 3부 <해상왕 장보고> (여왕)

KBS 라디오 특집 2부작 <까레이스키 끝나지 않은 유랑> (KBS)
- 2010.09.30 제1부 리야곱과 그의 아들들 (해설)
- 2010.10.01 제2부 다시 한민족으로 가는 길 (해설)

북방동포 체험수기 특집 2부작 <한민족의 얼을 지키는 사람들> (KBS 한민족 방송)
- 2010.12.30 제1부 우리는 한민족 (여자 / 할머니)

창사기념 특집 소리 동화 3부작 <역사 속의 장애 위인> (KBS 3라디오)
- 2012.03.01 임진왜란의 숨은 영웅 장애인 장군 황대중 (해설)

특별기획 <강원도 문학기행> 3부작 (KBS 1라디오)
- 2013.05.31 제3편 한국문학의 최고봉 토지의 완성, 원주 박경리 문학공원 (박경리 선생)

다큐멘터리 혁신의 승부사 (KBS 1라디오)
- 2013.10.28 ~ 2013.12.31 제1화 페이스북 세상을 모두 연결하다. (해설)
- 2014.01.01 ~ 2014.02.28 제2화 모니터에 한글이 뜨기까지 (해설)
- 2014.03.03 ~ 2014.05.13 제3화 손정의, 3백년 기업을 꿈꾸다. (해설)
- 2014.05.14 ~ 2014.07.25 제4화 게임, 산업으로 탄생하다. (해설)
- 2014.07.28 ~ 2014.09.19 제5화 파괴적 혁신가 알리바바의 마윈 (해설)

## 수상 경력
- 2010년 KBS 라디오 연기대상 (신인 여자 연기상)